# توني سيواني
توني سيواني (بالإسبانية: Antonio Jesús Seoane Ochoa)‏ هو لاعب كرة قدم إسباني في مركز الوسط، ولد في 30 مايو 1989 في قرطبة في إسبانيا. لعب مع نادي خيريث ونادي قرطبة.

## وصلات خارجية
- توني سيواني على موقع قاعدة بيانات كرة القدم.إي يو (الإنجليزية)
- توني سيواني على موقع Soccerway.com (الإنجليزية)
- توني سيواني على موقع AS.com (الإسبانية)